# ميخائيل تشابيل
ميخائيل تشابيل (بالإنجليزية: Michael Chappell)‏ هو رسام توضيحي بريطاني، ولد في 1935.